# Informaticabeheer
Informaticabeheer, kortweg IB is een studierichting in het Vlaamse onderwijs die georganiseerd wordt in de derde graad van het Technisch secundair onderwijs in het studiegebied "handel". De richting werd in de jaren negentig van vorige eeuw opgericht om tegemoet te komen aan de stijgende vraag van handel en diensten.

## Profiel van de opleiding
Behalve de algemeenvormende vakken (talen, wiskunde, bedrijfseconomie, aardrijkskunde, geschiedenis,....) bevat het programma voornamelijk vakken voor het beheer van computersystemen, de basisinformatica en basiskennis hardware (elektronica); ook programmeren is een belangrijke factor in het lessenpakket. In de vakken rond toegepaste informatica komen onderwerpen als data-beveiliging, netwerkopbouw, externe interfaces aan bod. De opleiding wordt afgerond met een stage en een "geïntegreerde proef".

## Profiel van de leerling
Deze studierichting wordt vooral gekozen door leerlingen met een voldoende vooropleiding talen en economie, dikwijls uit een tweede graad handel (TSO) of een ASO-richting met economie in het pakket. Voor wiskunde mogen zij geen al te zwakke cijfers hebben, gezien dit als basis dient voor vakken als programmeren en elektronica. Nogal wat leerlingen verkijken zich daarom op de eisen van de studierichting.

## Vervolgopleidingen
Ongeveer de helft van de leerlingen studeren verder in het hoger onderwijs, dikwijls in een aanverwante (professionele) bachelor. Anderen vinden vrij vlot werk in bedrijven en diensten zoals helpdesk, computeronderhoud en -installatie. Sommigen volgen daarvoor eerst nog een 7e specialisatiejaar, zoals bijvoorbeeld "kantoorautomatisering".